# 平鰹
平鰹為鯖科平鰹属的唯一一種，分布於東大西洋區，從挪威至塞內加爾海域，棲息深度可達15公尺，體長可達130公分，棲息在沿岸溫暖水域，成小群活動，屬肉食性，以魚類為食，可做為食用魚、遊釣魚。
其种加词unicolor意为“单色的”。